# Über den Fluss und in die Wälder
Über den Fluss und in die Wälder ist ein Roman von Ernest Hemingway, der 1950 unter dem englischen Originaltitel Across the River and into the Trees erschien. Die deutsche Übersetzung von Annemarie Horschitz-Horst wurde ein Jahr später im Rowohlt Verlag veröffentlicht.

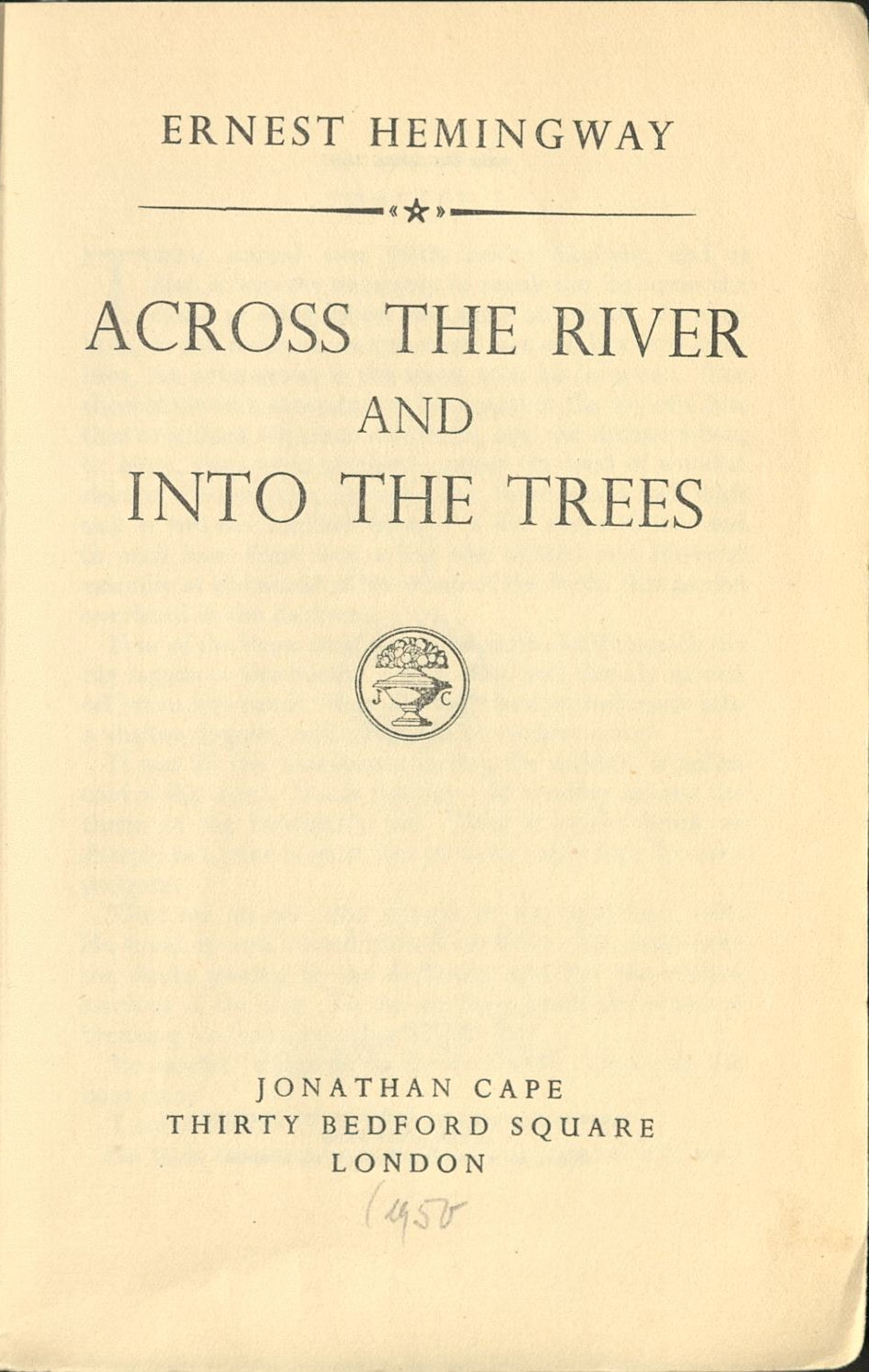
Erstausgabe in Großbritannien (1950)

Der Titel und zugleich Schlüsselsatz des Romans soll ursprünglich auf den Konföderations-General Thomas J. Jackson zurückgehen. Diesen Schlüsselsatz (Wir wollen über den Fluss setzen und im Schatten der Wälder ruhen) erwähnt der Held des Romans erst ganz zuletzt im Dialog mit seinem Chauffeur, der ebenfalls Jackson heißt.
Hemingway selbst bewertete den Roman als bestes Werk, das er je geschrieben habe. Obwohl er bei den zeitgenössischen Kritikern überwiegend negative Reaktionen erntete, schaffte es der Roman als einziges seiner Werke in den USA auf Platz 1 der New York Times-Bestsellerliste.

## Handlung
Im Zentrum der Handlung steht der herzkranke Weltkriegsveteran und Infanterieoberst (Colonel) Richard Cantwell. Der Protagonist erzählt in verschiedenen Rückblenden von seinen Erlebnissen in beiden Weltkriegen.
Das erste Kapitel von „Across the River and Into the Trees“ beginnt mit einer Rahmengeschichte, die den 50-jährigen bei der Entenjagd in der Marano-Lagune zwischen Venedig und Triest in der erzählten Gegenwart zeigt. Cantwell ist nach dem Zweiten Weltkrieg bei den US-Besatzungstruppen in Triest stationiert und macht von hier aus einen Ausflug ins benachbarte Venetien.
Ab dem zweiten Kapitel wird die Handlung hauptsächlich durch Rückblenden auf Cantwells Erfahrungen während beider Weltkriege präsentiert. Diese reichen von seinem Dienst in der italienischen Armee im Ersten Weltkrieg bis zu seiner Zeit in der US-Armee im Zweiten Weltkrieg, in der er bis zum General aufstieg, aber letztlich degradiert wurde. Hemingways Protagonist beschreibt Italien sehr detailliert, von der Landschaft bis zu den Speisen und Getränken. 
In Venetien hatte Cantwell 1918 als blutjunger Leutnant zusammen mit den Italienern gegen die Österreicher gekämpft. Hier hat er noch immer etliche Kriegskameraden. An diese denkt er, als ihn ein Gondoliere auf dem Canal Grande zum Gritti Palace Hotel, dem Ort der zentralen Handlung, fährt. Im Hotel trifft sich Cantwell mit einer Handvoll überlebender Italiener aus dem Jahr 1918. Die erklärten Kriegsgegner haben einen Orden ins Leben gerufen – Die streitbare, edle und hochherzige Vereinigung der Brusadelli-Ritter. Der Namensgeber ist ironischerweise ein Mailänder Kriegsgewinnler. Die fünf Ordensmitglieder sind die wahren Verlierer. Cantwell äußert sich sarkastisch über sein elendes Leben. Obwohl der herannahende Tod den Colonel von Zeit zu Zeit mit stechendem Schmerz peinigt, nimmt der Gequälte das drohende Verhängnis mit soldatischem Humor. Der Barmixer, kein ordentliches Ordensmitglied, wird mit Herr Staatsrat angesprochen. Der Großmeister des Ordens, der Gran Maestro, ist Oberkellner im Gritti. Er hat Kreislaufbeschwerden, Schwären und Schulden. Als Cantwell und der Gran Maestro gemeinsam kämpften, hatten sie 1918 über 140.000 Tote. Deswegen vermeiden sie hohlen Pathos. Die Hotelbar wird zum Geheimkabinett erklärt. Der Colonel wird mit mein oberster Feldherr tituliert.
Die Haupterzählung des Buches konzentriert sich auf die Romanze des Colonel mit der 18-jährigen Venezianerin Renata, die er "Tochter" nennt. Renata ist sich der unheilbaren Krankheit des Colonels bewusst und möchte an seinen Erlebnissen teilhaben. Neben der Romanze selbst, beschreibt das Buch detailliert, wie beide Charaktere mit dem bevorstehenden Tod des Colonels zurechtkommen. Viele Kriegserinnerungen des Colonels offenbaren sich als Geschichten, die er Renata oder (in Abwesenheit) ihrem Gemälde erzählt. Cantwell ist so verzaubert, dass er sogar eine Ehe in Betracht zieht. Die junge Renata lehnt dies jedoch ab und möchte lieber in der Doppelrolle als "Tochter und Geliebte" verbleiben. Bevor Cantwell schließlich wieder aus Venedig abreist, ernennt der Gran Maestro des Ordens Renata zur Außerordentlichen Ehrenamtlichen Sekretärin des Bundes, und der Colonel verrät ihr das Ordenshauptgeheimnis. Der Abschied von Renata ist für Cantwell emotional aufwühlend. 
Der Roman endet damit, dass Cantwell eine Reihe lebensbedrohender Herzinfarkte erleidet, als er Venedig nach der Entenjagd verlässt. Kurz vor seinem Tod gibt der Colonel seinem Fahrer eine letzte Anweisung, die auf ein Zitat eines Generals der Konföderations-Armee zurückgeht: „No, no, let us cross over the river and rest under the shade of the trees.“ Die letzte Szene zeigt den Fahrer, wie er eine Notiz liest, die ihm der Colonel gegeben hat. In dieser weist er darauf hin, dass seine Sachen ihrem „rechtmäßigen Besitzer“, Renata, übergeben werden sollen.
Obwohl der Roman streckenweise die Geschichte eines verbitterten, kriegsmüden Soldaten ist, erscheint sie im Ganzen betrachtet als eine Huldigung an das Leben.

## Veröffentlichung
Im Dezember 1949 schloss Hemingway die erste Fassung ab. Der Literaturagent A. E. Hotchner des Magazins Cosmopolitan sorgte für den Vorabdruck in fünf Folgen, wofür Hemingway 85.000 Dollar erhielt.

## Ausgaben
- Ernest Hemingway: Across the river and into the trees. New York: Scribner’s, 1950[6]
- Ernest Hemingway: Across the river and into the trees. London: Cape, 1950
- Ernest Hemingway: Über den Fluss und in die Wälder. Autorisierte Übertragung von Annemarie Horschitz-Horst. Rowohlt Hamburg 1951. 340 Seiten. Farbig illustrierter Umschlag von Adriana Ivancich

## Verfilmung
Mit Across the River and Into the Trees wurde 2022 eine Verfilmung veröffentlicht. Die Hauptrolle übernahm Liev Schreiber.